# Hydrophylax luzonensis
Hydrophylax luzonensis là một loài ếch thuộc họ Ranidae. Đây là loài đặc hữu của Philippines.
Môi trường sống tự nhiên của chúng là rừng khô nhiệt đới hoặc cận nhiệt đới, rừng ẩm vùng đất thấp nhiệt đới hoặc cận nhiệt đới, rừng mây ẩm nhiệt đới và cận nhiệt đới, sông ngòi, sông có nước theo mùa, và đầm nước ngọt. Nó ngày càng hiếm gặp do mất môi trường sống.

## Hình ảnh

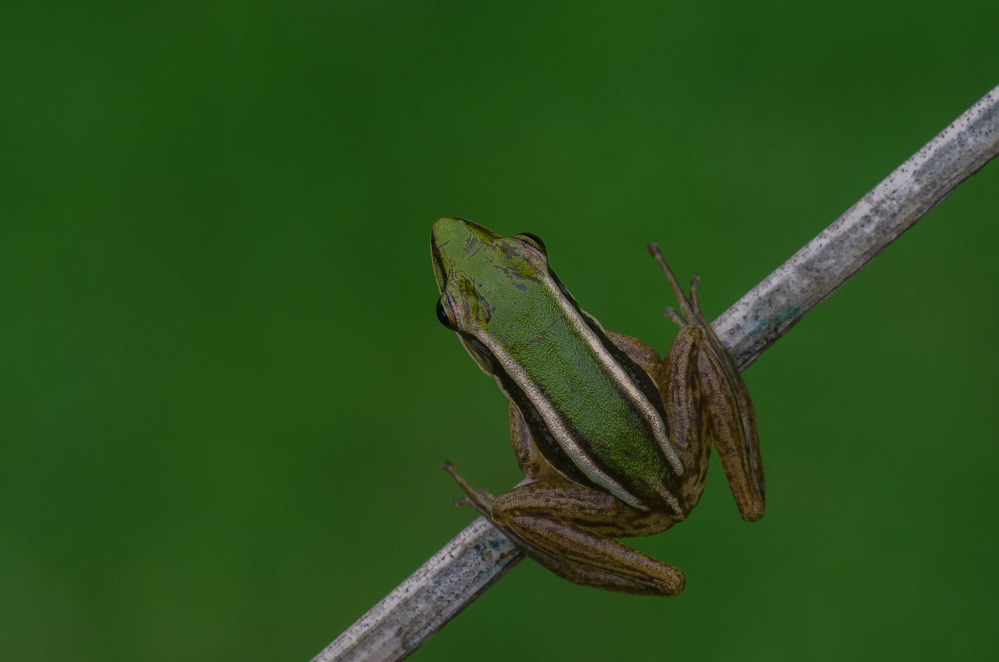
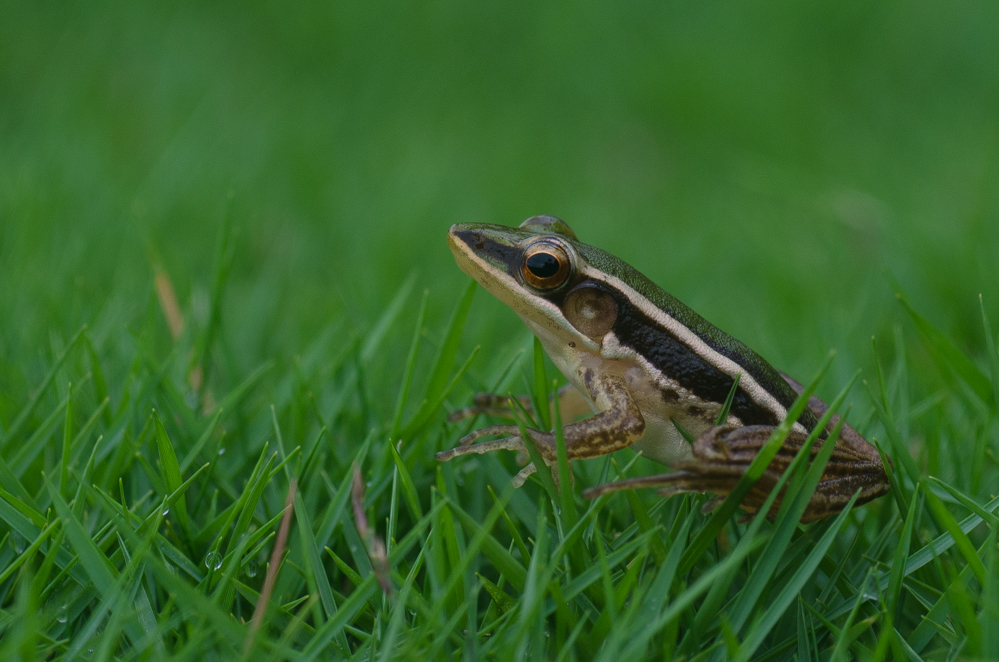